# ゲートウェイ
ゲートウェイ (gateway) は、コンピュータネットワークをプロトコルの異なるネットワークと接続するためのネットワークノードである。

## 概要
プロトコル変換またはマッピングのゲートウェイはプロトコルを変換して異なるネットワークプロトコル技術を用いたネットワークを相互接続する。
ハードウェアとしてのゲートウェイは、プロトコルトランスレータ、インピーダンス整合器、通信レートコンバータ、障害アイソレータなどのほかに、必要に応じてシステムの互換性を保つためのシグナル変換器を搭載する。またお互いのネットワーク間で相互に受け入れ可能なアドミニストレーティブディスタンスの確立を要求する。専用機器である以外に、ゲートウェイの役割をするように設定されたコンピュータであることもある。具体例としてデフォルトゲートウェイがある。ルータはゲートウェイの特殊な例である。
OSI参照モデルのあらゆる階層で使用できるゲートウェイはプロトコルコンバータとも呼ばれる。ゲートウェイの機能はルータやネットワークスイッチよりもより複雑である。例えば、ゲートウェイはプロトコルスタックの変換を行わなければならない。

## 機能
ゲートウェイはOSI参照モデルの7階層すべてにおいて機能する。ゲートウェイの主な役割は、コンピュータネットワーク間のプロトコル変換である。ルータは同様のプロトコルを用いたネットワークだけを越えてパケットを転送、受信、中継する。一方ゲートウェイは、あるプロトコル形式（例えばAppleTalk）のパケットを受信でき、転送する前に他のプロトコル（例えばTCP/IP）に変換できる。ゲートウェイはハードとソフトのいずれかまたは両方の形で実装できるが、一般的にはルータにソフトウェアとして組み込まれる。ゲートウェイはルータに接続されている各ネットワークが使用するプロトコルをサポートしなければならない。ゲートウェイはブリッジやスイッチや（ゲートウェイ機能のない）ルータよりも遅い。
ゲートウェイは、別のコンピュータネットワークへの入り口となるネットワーク拠点である。インターネットにおいては、ネットワークノード（通信機器）や中継地点は、ゲートウェイやホスト（エンドポイント）ノードとなりうる。ネットワーク間を接続する機器がゲートウェイであるのに対し、インターネット利用者のコンピュータや、WEBページを提供するコンピュータはいずれもホストノードである。例えば、社内のネットワーク間の通信負荷をコントロールするコンピュータや、ISPでユーザをインターネットに接続するためのコンピュータは、ゲートウェイノードである。
企業のネットワークでは、ゲートウェイとして機能するサーバは、プロキシサーバやファイアウォールとしても機能することが多い。ゲートウェイは多くの場合、パケットの宛先を把握しているルータや、ゲートウェイ内外のパケット経路を把握するスイッチと共に構成される。
IPネットワークでは、設定されたサブネットの外部にクライアントがパケットを送る場合は自動的にゲートウェイにパケットを送らなければならない。サブネットマスクはIPアドレスの範囲として定義する。例えば、あるネットワークが192.168.0.0のネットワークアドレスと255.255.255.0のサブネットマスクを持つ場合（プライベートネットワーク）、192.168.0.X以外へのデータはそのネットワークのゲートウェイに送られる。IPパケットを他のネットワークに転送する時、ゲートウェイはネットワークアドレス変換(NAT)を行う場合がある。
ゲートウェイは一般的なルータの必須機能であるが、他の装置（PCやサーバ）をゲートウェイとして機能させることもできる。

## ICS
ほとんどのOSはゲートウェイを上記のように定義している。しかしながらMicrosoft Windowsではこの標準的なネットワーク機能をICS（インターネット接続共有）と呼んでいる。これはゲートウェイとして機能するものであり、インターネットとローカルネットワークを接続できる。上記のシステムはDHCPサーバとしても機能する。DHCPは、ネットワーク上のクライアントがIPネットワークに接続するために必要な情報を入手するためのプロトコルである。このプロトコルを使うと、デフォルト設定のままかまたは最小限度の設定のみで機器をネットワークに接続でき、システム管理者の負担が大幅に低減する。

## ゲートウェイの例

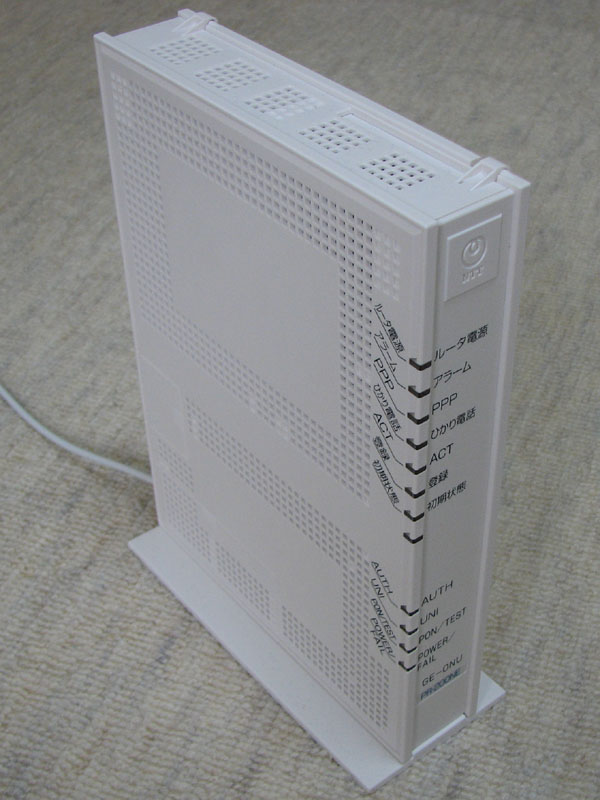
VoIPゲートウェイの一例。Bフレッツ・ハイパーファミリータイプ ひかり電話対応型ONUと一体になっている（NTT東日本）。

- LANや無線LANをインターネットやWAN（広域ネットワーク）に接続する場合。たとえば、ゲートウェイを通してIPX/SPXプロトコルのネットワーク（LAN）をTCP/IPプロトコルのネットワーク（インターネット）に接続するなど。
- MainWayは、BULL社（仏）の、DSAをTCP/IPのネットワークに接続するゲートウェイの商標である。
- VoIPゲートウェイは、IP電話網制御装置の制御により、公衆交換電話網や他のIP電話網などの異なる網間との情報の送受信やプロトコル変換を行う機器である。

## 利用
- インターネットワーキング